# 高敞ジャンクション
高敞ジャンクション（コチャンジャンクション）は全北特別自治道高敞郡にある西海岸高速道路（15号線）と高敞-潭陽高速道路（253号線）を結ぶジャンクションである。

## 接続する路線

### ソウル・木浦方面
- 西海岸高速道路（7番）

### 潭陽方面
- 高敞潭陽高速道路（1番）

## 隣
西海岸高速道路
(6) 霊光IC - (7) 高敞JCT - (8) 高敞IC
高敞潭陽高速道路
(1) 高敞JCT - (2) 南高敞IC